# Jeff Richards

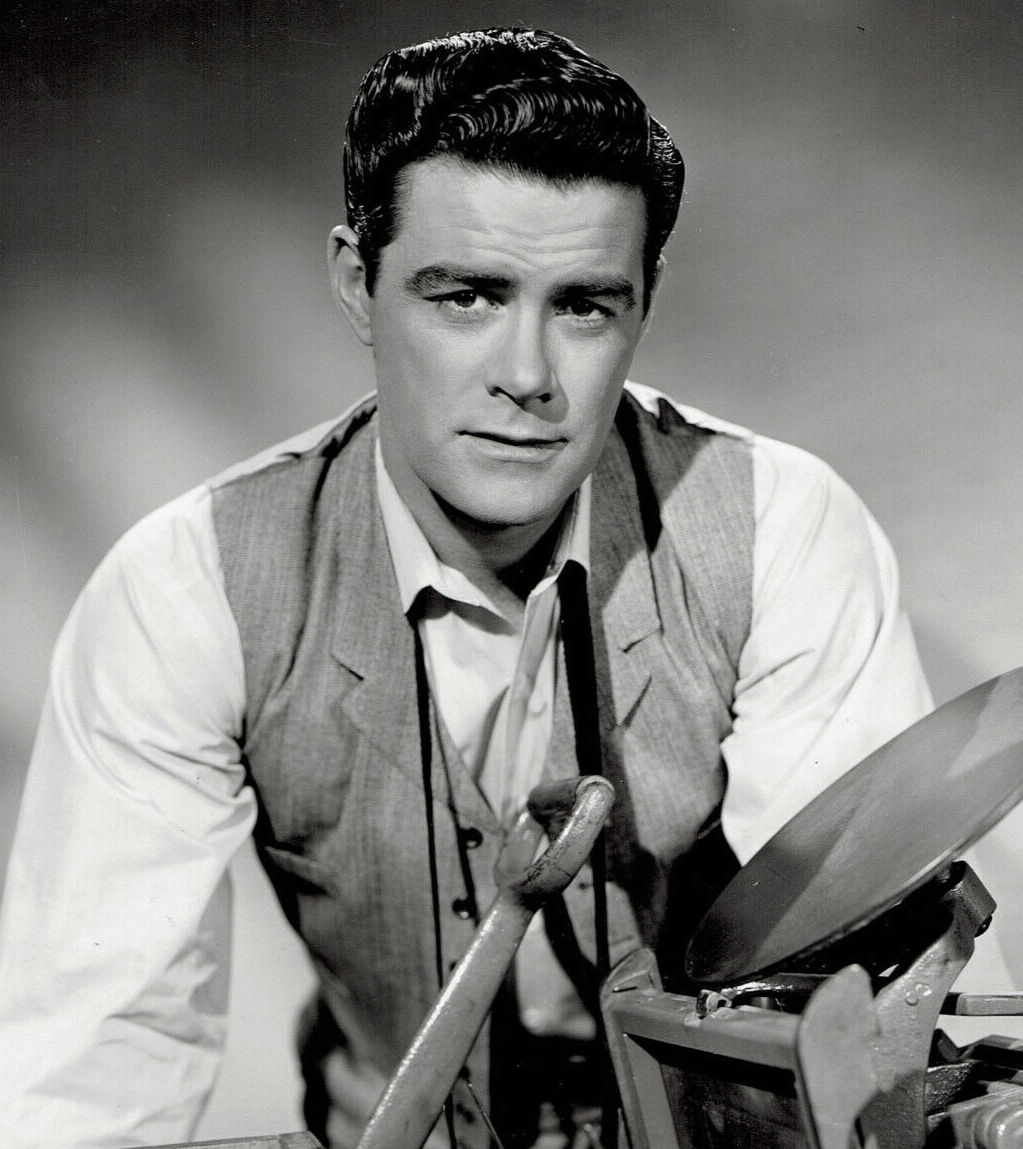
Richards en Jefferson Drum (1959)

Jeff Richards (1 de noviembre de 1924 - 28 de julio de 1989) fue un jugador de las Ligas Menores de Béisbol, perteneciente al club Portland Beavers, que posteriormente desarrolló la carrera de actor, siendo en ocasiones conocido por los nombres Dick Taylor y Richard Taylor.
Es sobre todo conocido por su papel de Benjamin Pontipee en la película Siete novias para siete hermanos (1954). Tras esta actuación, y junto a George Nader y Joe Adams, obtuvo el Globo de Oro a la nueva estrella del año - Actor. A pesar de ello, pronto su carrera entró en declive.

## Trayectoria
Su verdadero nombre era Richard Mansfield Taylor, y nació en Portland, Oregón. Taylor ingresó en la Armada de los Estados Unidos durante la Segunda Guerra Mundial, sirviendo en la misma hasta el año 1946. 
Posteriormente, Richard Taylor fue durante un año campocorto en los Portland Beavers, jugando después con los Salem Senators; sin embargo, su carrera en el béisbol llegó a su fin como consecuencia de una rotura de ligamentos.
Finalizada su carrera deportiva, fue a Hollywood con la intención de dedicarse al cine. Sus primeros papeles fueron pequeñas actuaciones en The Big Punch (1948), Belinda (1948), Escuadrón de combate (1948) y The Girl from Jones Beach (1949), todas ellas cintas producidas por Warner Bros.
Con 20th Century Fox tuvo pequeños papeles en Mother Is a Freshman (1949) y Cheaper by the Dozen (1950). Para Columbia rodó Kill the Umpire (1950), con el nombre de "Richard Taylor".
Tras pasar una prueba con Metro-Goldwyn Mayer, el estudio le contrató, aunque cambió su nombre por Jeff Richards. Hizo papeles sin créditos en The Strip (1951), The Tall Target (1951) y The People Against O'Hara (1951), y uno de mayor relevancia en Angels in the Outfield (1951), el de un jugador de béisbol.
Otras breves interpretaciones de Richards llegaron con Just This Once (1952), The Sellout (1952), Desperate Search (1952), Cautivos del mal (1952), Above and Beyond (1952) y Battle Circus (1953). Algo más importante fue su trabajo en Code Two (1953).
Su primer personaje de importancia, tercero del reparto, fue el de un jugador de béisbol en Big Leaguer (1954). En Seagulls Over Sorrento (1954) tuvo otra actuación destacada. Después, Richards obtuvo el tercer personaje en Siete novias para siete hermanos (1954), tras los de Howard Keel y Jane Powell. Fue un enorme éxito, y fue su confirmación como actor, decidiendo MGM hacer de él una estrella, siendo Dore Schary uno de los ejecutivos del estudio que confió en él.
MGM tuvo planes para que Richards participara en varias películas, O'Kelley's Eclipse, Planeta prohibido, y Bar Sinister, pero finalmente el actor no hizo dichas cintas.
Richards fue uno de los hermanos de Eleanor Parker en La novia salvaje (1955) y finalmente tuvo un pequeño papel en el western The Marauders (1955), junto a Dan Duryea. Tuvo un primer papel en un film que fue un fracaso de taquilla, It's a Dog's Life (1955), y fue uno de los principales actores del musical The Opposite Sex (1956).
The Marauders, It's a Dog's Life y The Opposite Sex tuvieron resultados económicos negativos, por lo cual MGM empezó a perder su confianza en Richards. Por ello empezó a trabajar en televisión, siendo actor invitado en "Man with a Choice", episodio de The Web (1957) y en "The Other Side of the Curtain", entrega del show Suspicion.
Richards actuó junto a Glenn Ford en la popular comedia de MGM Don't Go Near the Water (1957), aunque con un papel menor. En abril de 1957 consiguió salir del estudio.
Por ello empezó a trabajar en televisión, actuando en series como The Millionaire y Schlitz Playhouse. Aun así, actuó junto a Mamie Van Doren en el drama de Warner Bros sobre rodeo Born Reckless (1958). En 1958 Richards tuvo el papel principal de la serie western de la NBC Jefferson Drum (1958–59), en la cual Eugene Martin encarnaba a su hijo. La serie tuvo un total de veintiséis episodios emitidos en dos temporadas.
Tuvo también el primer papel de la película Island of Lost Women (1959), rodada por Jaguar Productions. Richards firmó un contrato de cinco años con Jaguar para rodar dos películas anuales, pero tras la mencionada cinta no actuó en ninguna otra de la productora.
Fue también actor invitado en las series Behind Closed Doors, Alcoa Theatre, Adventures in Paradise y Laramie, y en 1961 fue Jubal Evans en el episodio "Incident of His Brother's Keeper", perteneciente a la serie western de la CBS western Rawhide.
Su último primer papel llegó con The Secret of the Purple Reef (1960), y su última actuación fue como Kallen en el film de 1966 Waco.

## Vida personal
En 1955 Richards se casó con Vickie Flaxman, teniendo la pareja un hijo, que nació en 1957, antes de divorciarse. Ella se casó más adelante con el actor Van Williams. 
Richards se retiró de la actuación y se trasladó al condado de San Bernardino, donde vivió en un parque de caravanas y cobró la invalidez durante el resto de su vida.
Jeff Richards falleció el 28 de julio de 1989, a los 64 años de edad, a causa de un fallo respiratorio agudo. Fue enterrado en el Cementerio Nacional de Riverside, California.

## Filmografía
- 1948 : The Big Punch
- 1948 : Belinda
- 1948 : Escuadrón de combate
- 1949 : Mother Is a Freshman
- 1949 : The Girl from Jones Beach
- 1950 : Cheaper by the Dozen
- 1950 : Kill the Umpire
- 1951 : The Tall Target
- 1951 : The Strip
- 1951 : The People Against O'Hara
- 1951 : Angels in the Outfield
- 1952 : Just This Once
- 1952 : The Sellout
- 1952 : Desperate Search
- 1952 : Cautivos del mal
- 1952 : Above and Beyond
- 1953 : Battle Circus
- 1953 : Code Two
- 1953 : Big Leaguer
- 1954 : Seagulls Over Sorrento
- 1954 : Siete novias para siete hermanos
- 1955 : La novia salvaje
- 1955 : The Marauders
- 1955 : It's a Dog's Life
- 1956 : Meet Me in Las Vegas
- 1956 : The Opposite Sex
- 1957 : Don't Go Near the Water
- 1958 : Born Reckless
- 1959 : Island of Lost Women
- 1960 : The Secret of the Purple Reef
- 1966 : Waco